# Masacre de Macayepo
La Masacre de Macayepo fue una masacre ejecutada el 14 de octubre del año 2000 por la organización armada ilegal terrorista conocida como Autodefensas Unidas de Colombia (AUC) en el corregimiento Macayepo, jurisdicción del Carmen de Bolívar en el departamento de Bolívar al norte de Colombia, donde fueron asesinados 15 campesinos y cerca de 246 familias fueron desplazadas de su territorio.
En el año 2010 la Corte Suprema de Justicia condenó al entonces senador Álvaro García Romero a una pena de 40 años de prisión por encontrarlo culpable de ser uno de los perpetradores de la masacre así como por desviar dineros públicos para financiar al grupo paramilitar autor del crimen. En 2016 fue condenado el exgobernador de Sucre, Miguel Nule Amín a 28 años de prisión por ser uno de los determinadores de la masacre, en el año 2019 fue ratificada dicha sentencia.

## La masacre

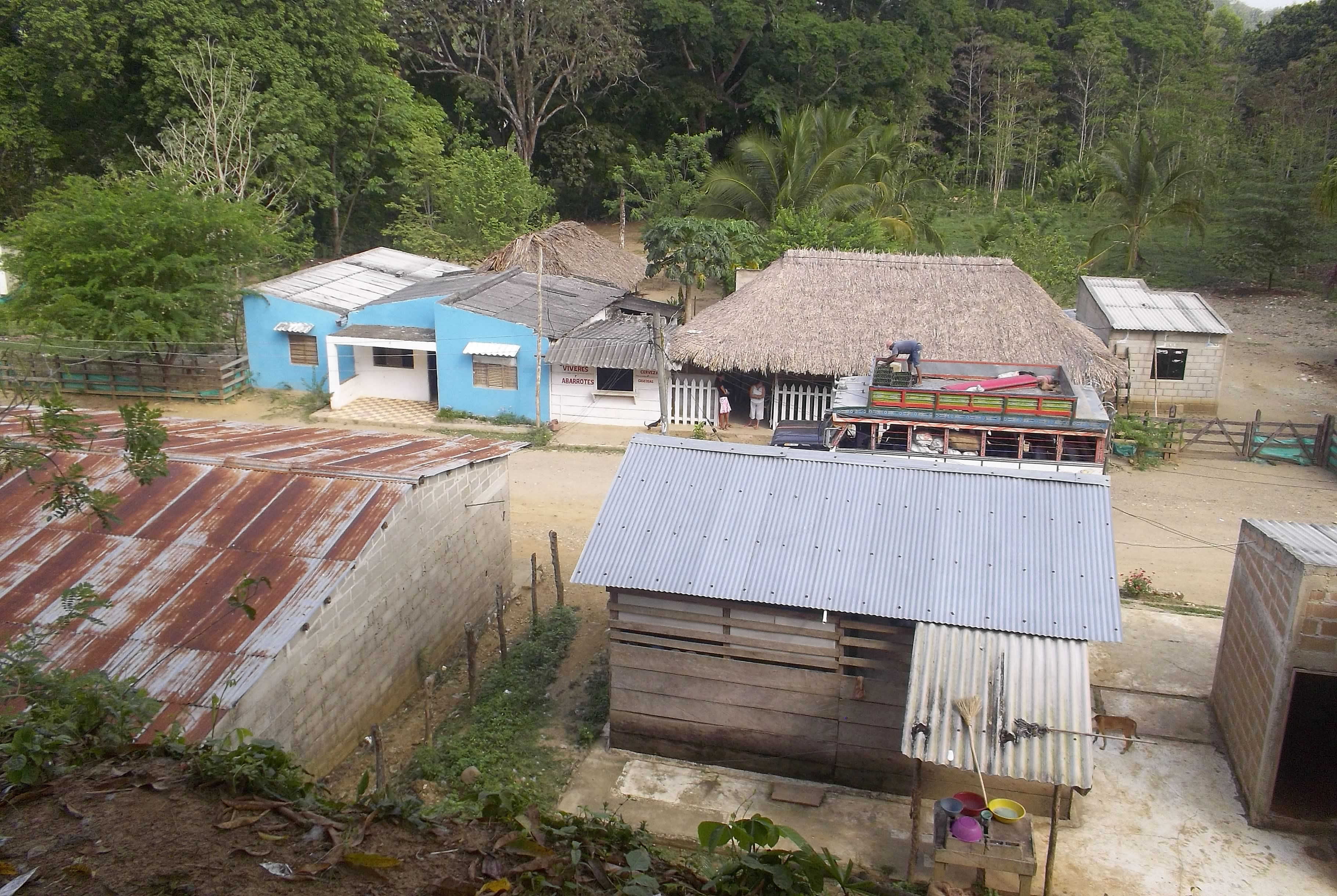
Calles de Macayepo

La masacre fue perpetrada por el bloque de las AUC conocido como Héroes de los Montes de María comandado por Rodrigo Mercado Pelufo, alias "Cadena", como parte de una estrategia de sectores latifundistas para ganar territorio en la zona de Montes de María. Allí llegaron 80 miembros de este grupo y asesinaron a 15 campesinos con garrotes, machetes y rocas.

## Investigaciones
La Corte Suprema de Justicia ha acusado a alias Cadena, de quien no se conoce su paradero y se presume su fallecimiento, como autor intelectual de la masacre, así como al exsenador Álvaro García Romero a quien encontró culpable por ser el perpetrador y financiador del grupo paramilitar.

### Pruebas contra García Romero
Una grabación de una conversación telefónica ocurrida el 6 de octubre de 2000 fue obtenida por la revista Semana y reveladas en el año 2002, en ella está involucrado el exsenador Álvaro García Romero quien hoy es acusado de homicidio agravado por su presunta autoría intelectual en este hecho. La grabación es una conversación entre García Romero y un hacendado de nombre Joaquín García, en ella el hacendado habla con García de conseguir el apoyo del gobernador de Sucre para movilizar a un grupo armado en los corregimientos El Aguacate y Pajonalito de San Onofre (Sucre); habla de que ese hecho ocurriría en 10 días. A los diez días de realizarse la grabación se ejecutó la masacre en Macayepo (Bolívar), vecina de las localidades mencionadas.

## Memoria histórica
El poeta colombiano Omar Garzón publicó en su libro Flores para un ocaso un poema titulado Aquelarre en Macayepo, dedicado a las víctimas de la masacre de Macayepo.